# Andargachew Masai
Pour les articles homonymes, voir Masai (homonymie).
Andargachew Massai, né au début du XXe siècle, est un homme politique éthiopien. 
Après des études au collège Sainte-Barbe à Paris, il épouse la princesse Tenagneworq en 1944. Il est consul d'Éthiopie à Djibouti pendant la seconde guerre italo-éthiopienne, puis gouverneur du Bégemder de 1946 à 1952. Il devient ensuite représentant de l'Empereur en Érythrée (1952-1959), puis ministre de l'Intérieur (1958-1961). Il échappe au massacre des otages de décembre 1960. Enfin, il occupe le poste de gouverneur du Sidamo de 1961 à 1964.